# Marmota olympus
Marmota olympus là một loài động vật có vú trong họ Sóc, bộ Gặm nhấm. Loài này được Merriam mô tả năm 1898. 
Loài này chỉ sinh sống ở bang Washington Hoa Kỳ, trên độ cao giữa bán đảo Olympic. Loài bà con gần nhất của loài này là Marmota caligata macmot Đảo Vancouver. Năm 2009, nó được tuyên bố là động vật có vú đặc hữu chính thức của Washington.
Loài macmot này có kích thước bằng mèo nhà, thường nặng khoảng 8 kg trong mùa hè.Loài này có tính lưỡng hình giới tính lớn nhất trong các loài macmot, con đực trưởng thành nặng trung bình 23% nhiều hơn so với con cái. Nó có thể được xác định bởi một cái đầu rộng, đôi mắt nhỏ và tai, chân mập và dài, đuôi rậm. nhọn, móng vuốt tròn của nó hỗ trợ trong đào hang. Những thay đổi màu lông theo mùa và theo tuổi tác, nhưng chiếc bộ lông con trưởng thành màu nâu trên tất cả với các khu vực nhỏ trắng hơn cho hầu hết các năm.
Loài macmot Olympic có một chế độ ăn bao gồm chủ yếu của một loạt các hệ thực vật đồng cỏ, bao gồm các loại cỏ khô, mà nó còn sử dụng lót trong hang. Nó bị bị săn bắt bởi một số động vật có vú trên cạn khác nhau và các loài chim săn mồi, nhưng kẻ thù chính của nó ngày nay là sói đồng cỏ. Macmot Olympic được đánh giá là loài ít quan tâm trong sách đỏ IUCN. Nó được bảo vệ bởi pháp luật trong công viên quốc gia Olympic, trong đó có hầu hết các môi trường sống của loài này.
Hang loài macmot này được đào thành từng cụm, được tìm thấy tại các địa điểm núi khác nhau và khác nhau về kích thước. Mỗi bầy có thể có một gia đình macmot hoặc nhiều gia đình với số lượng lên đến 40 cá thể marmot. Macmot Olympic là động vật có tính xã hội và thường chơi đùa chung phát ra 4 âm thanh hýt khác nhau để giao tiếp. Trong thời gian ngủ đông bắt đầu từ tháng chín, chúng ngủ sâu và không ăn, khiến phải giảm mất một nửa trọng lượng cơ thể. Con trưởng thành ra khỏi hang vào tháng Năm và con trẻ vào tháng Sáu. Macmot cái thành thục sinh sản lúc ba tuổi, và đẻ mỗi lứat 1-6 con mỗi mùa giao phối khác.

## Hình ảnh

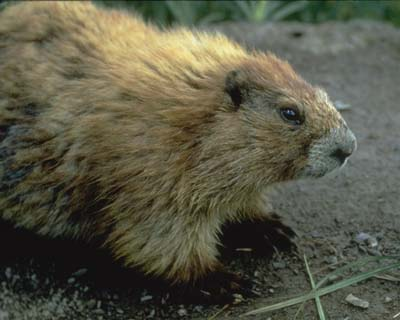
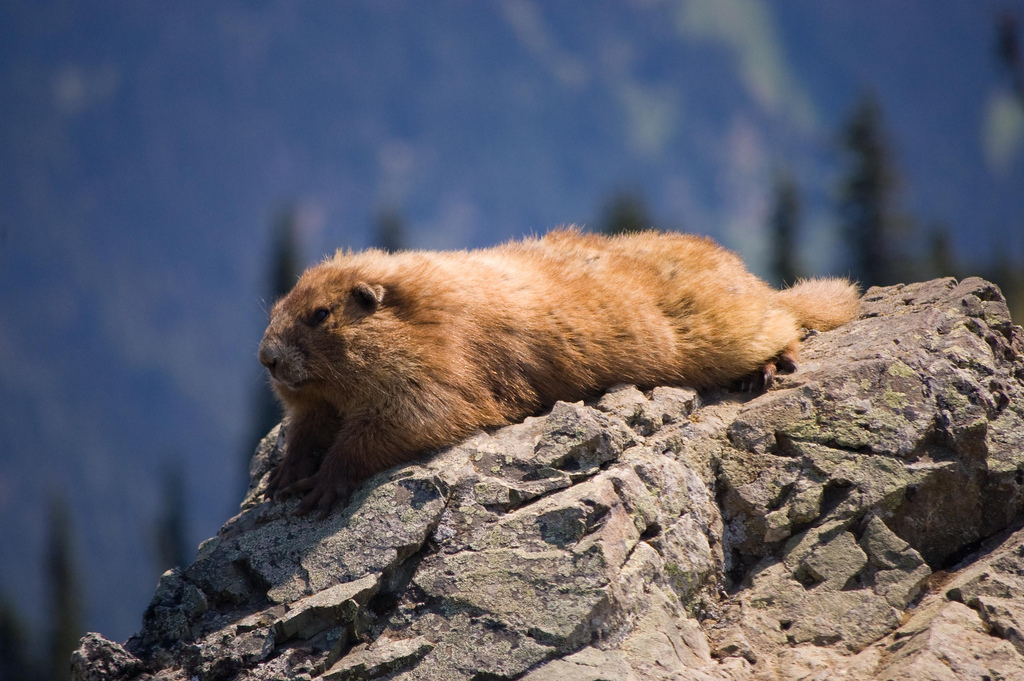
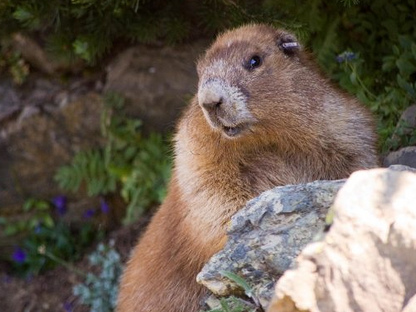